# Crema de Coco (mango)
El  mango 'Crema de coco' es un cultivo de mango cuyo nombre se originó en el sur de Florida.

## Historia
Desarrollado por Walter Zill en Boynton Beach, Florida. Posiblemente un híbrido de Edward.

## Descripción
La fruta tiene un sabor a coco único con pulpa cremosa y sin fibras.